# 放置自転車

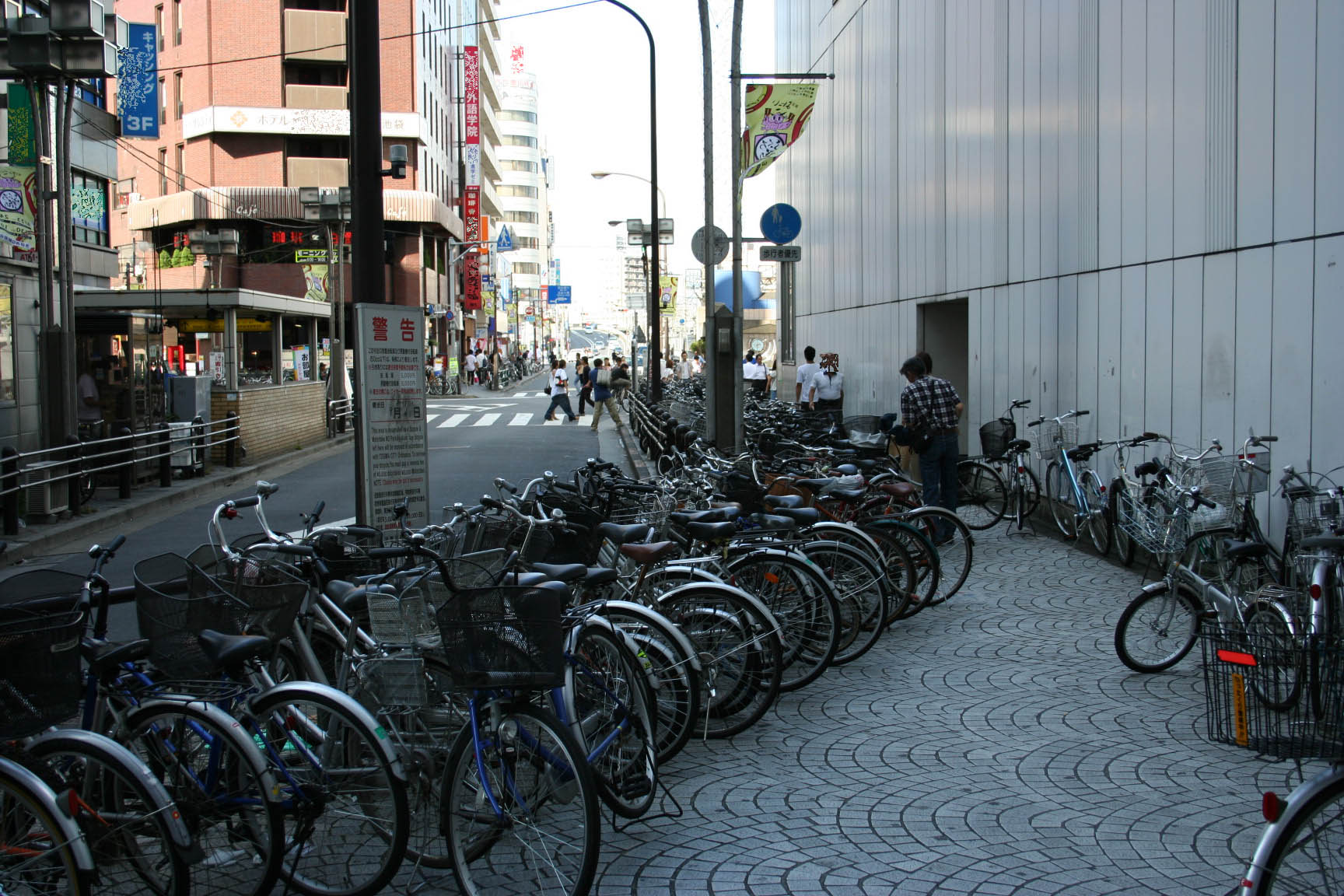
駅前の放置自転車の一例 - 池袋駅北口付近（東京都豊島区、2006年9月）

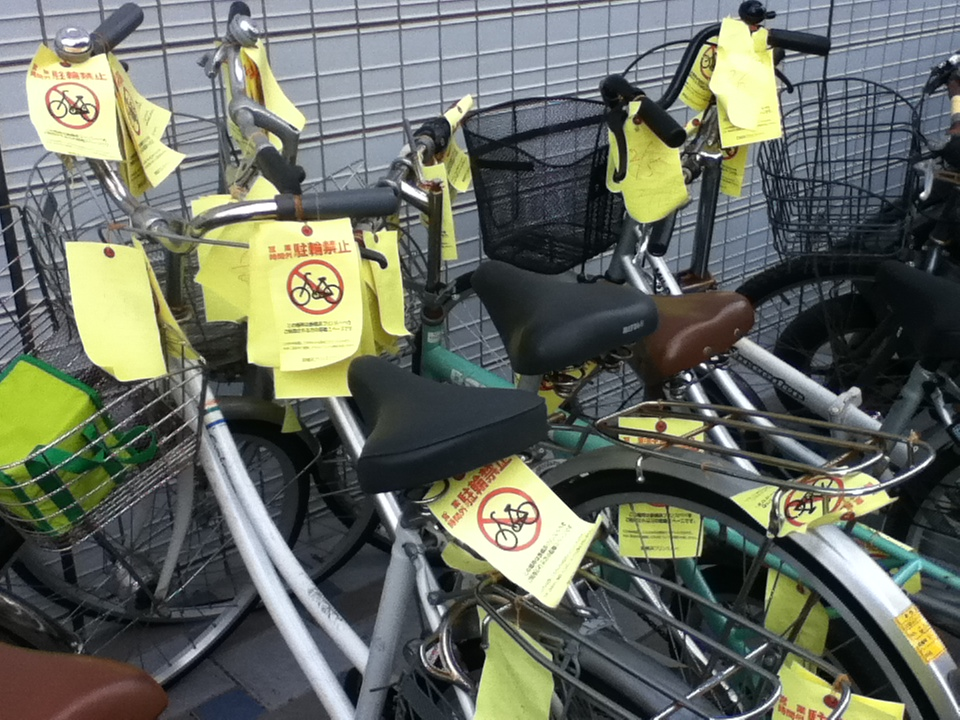
警告の一例 - 新横浜駅付近（神奈川県横浜市、2011年2月）

放置自転車（ほうちじてんしゃ、Abandoned Bicycle）とは、日本国内において通勤通学時や買い物時および不法投棄や盗難車の乗り捨てなどにより、駐輪場のような許可された場所以外に、持ち主が傍に居ない状態の自転車のことである。
放置自転車は駅や商店街などに集まりやすく、社会問題化している。

## 概要
放置自転車は交通渋滞や事故の原因、身体障害者や緊急自動車の通行の妨げ、割れ窓理論などを根拠とした治安悪化の原因および、街の美観を損なうとして問題視される場合が多い。国土交通省の調査によると、全国の駅周辺に放置された放置自転車の数は減少傾向ではあるが、約2.0万台（2023年）に及んでいる。三大都市圏での放置数は、東京圏約8千8百台・大阪圏約5千5百台・名古屋圏約3千台となっており、全国総数の約85%を占めている。放置数が多い自治体は、大阪府大阪市（約2千8百台）、愛知県名古屋市（約2千1百台）、兵庫県神戸市（約2千台）、神奈川県横浜市（約1千5百台）などとなっており、駅ごとに分けると多い順から、上前津駅（567台）、動物園前（新今宮）駅（546 台）、久屋大通駅（515台）などとなっている。全体的に改善傾向が続いており、大阪市では2011年（約2万3千台）から約8分の1に減少したほか、2007年・2009年時点で2千台超となった名古屋駅、難波駅、川崎駅などは400台以下まで減少している。
放置自転車が社会問題化したのは昭和50年代後半で、1980年（昭和55年）に「自転車の安全利用の促進及び自転車駐車場の整備に関する法律」（旧 自転車法）が作られた。現在のような対策の枠組みが出来たのは、1994年（平成6年）に成立した「自転車の安全利用の促進及び自転車等の駐車対策の総合的推進に関する法律」（自転車法）からで、市区町村の義務と権限が拡大し、撤去や処分を行いやすくなった。また、市区町村を中心に駐輪場を整備し、放置自転車の撤去を行ってきた結果、駐輪場の収容能力は1977年（昭和52年）の約59.8万台から2023年（令和5年）の間に約7倍の約425.5万台となり、放置自転車の数も最盛期（1981年）の98.8万台から約99分の2の約2.0万台まで減っている。また、レンタサイクルの稼働自転車数は、約7.8万台（2023年）である。なお、全国で撤去された放置自転車は約60.2万台（2022年度）で、うち約32.9万台が年度内に持ち主に返還されたが、約42%（約25.4万台）もの放置自転車は海外譲渡による再利用含め処分され、これらは資源回収業者に費用を支払って回収させることが多いことから返還の際の費用徴収などでそれを賄いきれず収支は赤字とされる。

## 放置される理由

### 自転車大国
日本は世界的に見て自転車の保有台数が多く、一人当たりの保有率も高いため、交通システムの中で自転車の占める割合（交通分担率）が高い。日本の自転車の平均販売価格はデフレーションの進行によって、14,363円（1999年）から10,509円（2005年）にまで下落している一方で、出荷台数と比べて保有台数が伸びていない事から、「使い捨て」にしているのではないかという意見がある。

### 鉄道利用者
駅には多くの乗降客が居り、駅まで自転車で来る交通弱者（アクセス交通）もそれなりの数が居る。人数が多いため問題は大きくなりがちだが、約30年に渡って市区町村が駅周辺に駐輪場を整備した事もあり、一般的には駐輪場の利用率は高い。最近は駅から自転車で学校や会社に向かう人（イグレス交通）の対策も考えられており、夜間や休日の長時間駐輪に対応するために、レンタサイクルの導入が進んでいる。

### 駅前施設利用者
鉄道利用者に代わって問題視されているのが、買い物客などの駅前施設利用者である。鉄道利用者と比べると放置時間は短いものの、駐輪場の存在を知っていても利便性が悪く、常習的に自転車を放置する傾向がある。原因の1つは店舗に隣接する駐輪場が整備されていないことであり、大規模な建物に対して「附置義務条例」を作って整備を促す自治体が増えているが、駐輪場があっても登録制であったり、自治体などの周知不足などで存在が知られていないケースもある。

### 盗難自転車
自転車盗は全国で2023年に約16.4万件発生した。盗まれた自転車が所有者に戻る確率は約48.9%で、最も低いのは沖縄県（約26.1％）、最も高いのは山形県（約79.5％）であった。盗難自転車は放置自転車として発見されることもあるが、自治体によっては事前に盗難届が出されていれば撤去保管料を免除している事例もある。

## 放置自転車を巡る法律と違法行為

### 放置自転車の撤去
他人の私有地に自転車を放置することは財産権の侵害であり、車道上に放置することも駐停車禁止・駐車禁止の場所（道路交通法第44条・第45条）なら違法駐車である。使用しなくなった自転車を放置した場合には、不法投棄（廃棄物処理法違反）として処罰される。一方で私有地に放置された自転車を処分するには所有者への周知などが必要とされ、所有者が分からない場合は遺失物法の規定により、元の所有者に返還するか警察署長に届け出なければならない。これは地方自治体であっても同じで、原則としては勝手に処分できないことになっているようである。一方で自転車法は放置自転車の対策を地方自治体に求めており、自治体は条例などを作って、一定の範囲内で自転車を撤去できるようにしている。

### 放置自転車の拾得
使用者が自ら、指定された日時にごみ回収場に出したり粗大ゴミとして処理を依頼したりした場合、行政側は所有権放棄とみなして処分するが、ごみに出された自転車を他人が拾って乗り回すことには法律的な問題が生じる可能性がある。警察官による職務質問・所有者照会などの際、防犯登録の抹消がされていない限り、元の使用者に所有権があると推定されるからである。事実関係が確認され、所有権の放棄が明らかになれば窃盗の疑いは晴れるが、なお遺失物等横領罪の疑いで引続き取調べを受ける可能性がある。また、近年ではごみ回収場に出された物は元の所有者から自治体に占有が移転したとみなされたり、その様に条例等で規定している場合があり（再利用可能な「ごみ」を自治体において回収・再利用するために、悪質な業者による「横取り」を防ぐための規定）、廃棄物関連の条例違反に問われる可能性もある。
放置自転車を拾得して乗り回していた場合には窃盗罪もしくは遺失物等横領罪（刑法254条）の現行犯となる。どちらの罪が適用されるかは、拾得時の自転車の状態などによる。老朽化するなどし所有権が放棄されていることが明白な場合や、元の所有者が被害届（盗難届）を出していないなどの場合、実務上、遺失物等横領として処理されるケースが多い。職務質問で自転車の所有者と使用者が一致しなかった場合やその自転車について被害届が出されていた場合、窃盗の容疑で取り調べを受ける場合がある。所有者の分からない自転車を拾得した時は、遺失物法の規定により、元の所有者に返還するか警察署長に届け出なければならない。

## 地方自治体の取組

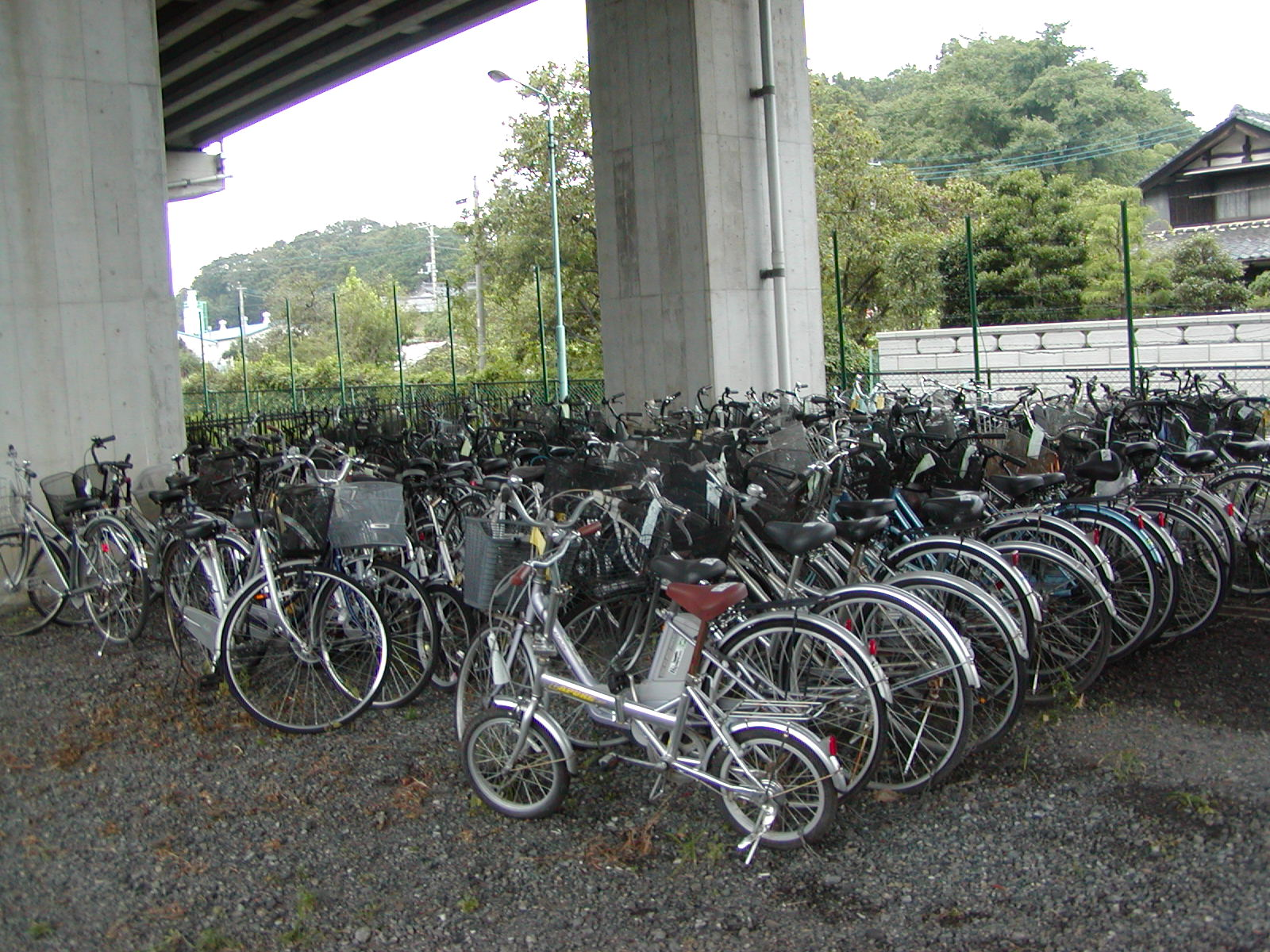
自治体により撤去された自転車の一時保管場所 - 東松山市

### 条例の整備
市区町村は放置自転車に対応するために、自転車法に基づいて放置自転車等規制条例や附置義務条例、自転車等駐車場管理条例、その他の関係条例を整備している。また自転車法に基づいて自転車等駐車対策協議会の意見を聞いて放置自転車対策の総合計画を定めている自治体もある。

### 駐輪場の整備
1977年（昭和52年）頃は駐輪場の収容台数（約60万台）より放置自転車の数（約68万台）の方が多く、駐輪場不足が深刻だった。1994年（平成6年）に改正された自転車法は「一般公共の用に供される自転車等駐車場の設置に努めるものとする」として、地方公共団体に対して努力を求めた。そのため市区町村は自転車等駐車場管理条例を作って駐輪場の整備に努め、2023年8月31日現在では46年前の約7倍の収容能力となっている。一方で、駐輪場は「位置が駅から遠い」、「一台あたりのスペースや二段式ラックなど自転車の出し入れが難しい」、暗くひと気が少ないために防犯上不安」、「営業時間が短い」などの不満があるなど、駐輪場の利用やその料金を支払いたくないと考える人も一定数居るようである。
自転車法は鉄道事業者や、官公署・学校・百貨店・スーパーマーケット・銀行・パチンコ店などの「大量の駐車需要を生じさせる施設」に対しても、駐輪場の整備を求めている。しかし鉄道事業者の駐輪場の収容能力は全体の6%、大型店舗は約1%にすぎない。そのため市区町村は自転車法に基づいて附置義務条例を定め、「大量の駐車需要を生じさせる施設」に対して駐輪場の整備を促しているが、都心部などでは地価が高いこともあり、整備は難しい状況があるとされる。例えば東京都千代田区は自転車の放置率が約44.4%と23区内で最も高く、特に秋葉原駅、小川町駅・淡路町駅、神保町駅の駅から500m以内においては原動機付自転車や普通自動二輪車含め150台以上が放置されており、小川町駅・淡路町駅、神保町駅においては、駅周辺（500m以内）に駐輪する自転車において、前者は全て、後者は約7割が違法駐輪という現状であるが、これに対して区では、駐輪場の整備状況に応じた放置禁止区域の指定（但し、大量にある放置自転車によって歩行通行に大きな支障がある場合は、駐輪場有無に関わらず指定）や商業・業務施設や駅周辺への駐輪場整備やレンタサイクルの活用の対策を講じたりしている。一方、同豊島区は2003年に、鉄道事業者に対して条例で課税（目的税）して費用の原因者負担を求めるという施策を行ったが、同税は後に廃止されている。
山梨県甲府市の甲府駅では2009年の調査で1日当たり約1600台の自転車利用の駐輪需要があったのに対し2013年11月時点で駅前駐輪場の供給スペースが775台しか存在しなかったため放置自転車が常態化していた。そのため中心市街地の再開発で地下駐輪場の新設などが行われ、2015年6月時点で調査時の需要を上回る1685台まで増設している。今後も立体駐輪場を追加整備し、需要増に対応するとしている。

### 放置禁止区域の設定と撤去
放置禁止区域とは、市区町村が放置自転車を撤去できる区域のことである。自転車法は「駅前広場等の良好な環境を確保し、その機能の低下を防止するため、必要があると認めるとき」は地方公共団体に放置自転車の撤去を促しているが、市区町村は条例で放置禁止区域を定める事で、より広範囲の放置自転車を撤去することが出来る。放置禁止区域は道路ごとに必要最小限の範囲で指定することが多いようだが、エリア制を導入して広範囲を指定することで、放置禁止区域のすぐ外側で放置自転車が増える「ドーナツ化現象」を防止している自治体もある。
自治体によっては、短時間で撤去する場合がある。大阪市では2023年11月13日からミナミエリアにおいて、警告札（赤札）を貼り付けた後に一定期間放置していたら撤去する従来の方法から確認次第撤去する「リアルタイム撤去」を始めている。
また、東京都北区においては、自転車に黄色い警告札（黄色）を貼り付けた後に、ごく短時間の間に持ち主が駐輪した自転車を取りに来ない場合に撤去する大阪市とは異なる「リアルタイム撤去」をしている。
但し、前述の大阪市で、不適正撤去を行った事例があり、職員とその職員の部下により自転車放置禁止区域外で本来であれば7日間以上放置されていることを確認したうえで撤去することになっているが、確認せずにすぐに撤去し、報告書には7日以上放置していることを確認し撤去したと虚偽の内容を記載する不適正行為をしており、判明しただけで2019年4月から2024年2月の間に2,211台も即時撤去（職員の部下が、職員の指示で行った物も含む。）していたことが、職員によって部下3名に対して行われたパワーハラスメント行為の調査（この行為により職員は2023年6月14日に停職3ケ月の処分が行われている。）の過程で発覚し、2024年5月8日14時に大阪市建設局によって発表されている。更には、防犯登録シールを勝手に剥がす行為を行っており、この行為により大阪府警への盗難自転車としての届出の有無の照会回避を行っている

### 啓蒙活動
自転車法の総合計画では「自転車等の正しい駐車方法の啓発に関する事項」を定める事が出来るとしている。自治体の中には係員が放置自転車の巡回指導をしたり、官製の住民団体を組織したりして、マナー向上に努めている場合がある。また都道府県が主導して、広報活動と撤去活動の強化期間（クリーンキャンペーン）を定める場合もある。一方、福岡市の天神商店街では2006年から「チューリンクーポン」制度を始めて、駐輪場利用者に特典を提供することで、周辺にある4つの駐輪場の利用を促していると言う。

### 対策費
一例として、札幌市では令和6年度放置自転車等対策業務(2024年4月1日～2025年3月31日)の調達に対し2024年3月7日午前11時30分に実施された一般競争入札では北海道互光株式会社が9,240万円（消費税及び地方消費税を含む）で落札。同市都心部自転車誘導整理業務(2024年4月1日～2024年11月30日)の調達に対し2024年3月7日午前11時45分に実施された一般競争入札では、セーフティガード警備株式会社が1,290万3千円（消費税及び地方消費税を含む）で落札した。また、2024年度の予算では「放置自転車対策推進費」として3億800万円を計上している。
寝屋川市は2010年に7,294台の放置自転車を撤去し、4,599万円（6,304円/台）の費用がかかった。また、千葉市は2010年に27,313台の放置自転車を撤去し、移動に1億1,270万円、保管に2,405万円（5,007円/台）を出費している。大規模な駐輪場を持つ江戸川区の場合、放置自転車の撤去費用の他に相当額の駐輪場運営費が必要となっており、駐輪場の経費は1台あたり26,060円/年（2006年）、放置自転車の対策費と合わせて8億6,481万円の経費がかかった。一方、駐輪場の使用料と撤去自転車の返還手数料を徴収して、6億9,600万円の収入を得ている。東京都内の市区町村の放置自転車の対策費（2010年）は撤去と駐輪場の管理費が約126億円で、駐輪場の整備費が約28億円である。財源は地方税と交付金の他に、国庫支出金と国庫補助金、東京都の支出金と貸付金などがあり、日本自転車普及協会や自転車駐車場整備センターからも補助が支出されている。

## 放置自転車の行方
放置自転車の約6割は返却されるほか、残りの半分が廃棄されるが、残りは売却されたり再利用される場合もある。リサイクルを実施しているのは285市町村で、売却したり再利用したりした自転車は136,349台（2022年度）に及ぶ。うち日本国外への譲渡は73,236台で、NGOなどを通じて開発途上国に贈与する事例もある。また、放置自転車の売却が行われるが、鉄くずとして処分することが多いため、2012年時点で放置バイクと合わせても約1億8,234万円で、1台当たりの平均値は数百円程度に過ぎない。売却は自治体のバザーやイベント、競売などでも行われている。
現状、放置自転車が保管所で一定期間預けられていても、近年では自転車の低価格化が進んでいることから、自転車保管所までの交通費、保管費用等を支払うことを計算すると、新規で安いものを買ったほうが良いという考えもあって、地域によっては所有者が引き取りに来ない割合が高いところもある。
特徴的な事例として、以下のようなものもある。
- 新潟市では、回収された放置自転車を、シルバー人材センターが整備し、市民が主体となるNPOが運営するレンタサイクルに提供している。
- 箕面市では、環境整備課リサイクルセンターの市民工房に自転車を持ち込めば、回収された放置自転車から部品を取りはずし、自分の自転車を修理することができる（部品だけの持ち帰りは不可）。
- 大阪市は、東日本大震災に対する物資の提供の一環として放置自転車を提供している[33]。